# Vadim Gluzman
Vadim Gluzman, né en 1973 à Jytomyr en Ukraine, est un violoniste israélien.

## Biographie
Né dans ce qui était alors l’Union soviétique, Vadim Gluzman a passé la plus grande partie de son enfance à Riga, en Lettonie, et a commencé à étudier le violon à l’âge de sept ans. Il a étudié sous la direction de Roman Šnē en Lettonie et de Zakhar Bron en Russie. En 1990, sa famille a émigré en Israël, où il a eu comme maitre Yair Kless. Aux États-Unis, ses professeurs ont été Arkady Fomin et, à la Juilliard School, Dorothy DeLay et Masao Kawasaki. Au début de sa carrière, Gluzman a reçu les encouragements et le soutien d’Isaac Stern. 
Gluzman joue sur un violon Stradivarius de 1690, connu sous le nom d’« Ex-Leopold Auer » (d'après son précédent propriétaire, le violoniste hongrois Leopold Auer) et qui a fait l’objet d’un prêt à long terme de la Stradivari Society de Chicago.

## Prix
- « Henryk Szeryng Foundation Career Award » (1994)